# Harriet Percy
Dagmar Harriet Percy, ogift Nordqvist, född 12 november 1918 i Engelbrekts församling i Stockholm, död 6 november 2001 i Saltsjöbaden, var en svensk pianist och författare.
Harriet Percy hade musikaliskt påbrå då hennes föräldrar var musikaliskt verksamma inom Frälsningsarmén. Själv blev hon pianist och var främst verksam som ackompanjatör.
Tillsammans med maken Gösta Percy gav hon 1964 ut boken Åland: en bok för seglare och andra turister, vilken även kom i ny reviderad upplaga 1968.
Hon är också upphovsman till flera sånger, däribland Herdevisa, insjungen av sonen Staffan Percy, som hon skrev den svenska texten till, och Emily Brontës Svindlande höjder, som finns utgivna på noter. Den sistnämnda skrev hon svensk text till i samarbete med maken Gösta Percy.
Harriet Percy var gift första gången 1942–1949 med banktjänstemannen Torsten Sjögren (1895–1958), son till fabrikören Johan Sjögren och Freja Dahlin, och fick med honom sönerna Tomas Sjögren (1943–2009) och Staffan Percy (född 1946). Andra gången gifte hon sig 1950 med musikskribenten Gösta Percy (1910–1998), vars efternamn hennes yngre son upptog.
Hon är begravd på Skogsö kyrkogård i Saltsjöbaden i en grav där även maken och hans föräldrar vilar.